# Brižitka Molnar
Brižitka Molnar (in serbo Брижитка Молнар?; Žitište, 28 luglio 1985) è un'ex pallavolista serba, nel ruolo di schiacciatrice.

## Carriera
La carriera di Brižitka Molnar inizia nel 2000 tra le file del Ženski Odbojkaški Klub Klek, dove resta per sei stagioni, senza però vincere alcun trofeo. Nel 2005 ottiene le prime convocazioni nella nazionale della Serbie e Montenegro, con la quale vince la medaglia di bronzo al campionato mondiale 2006.
Nella stagione 2006-07 si trasferisce in Romania, ingaggiata dal Clubul Sportiv Universitar Metal Galați, dove rimane per tre stagioni, vincendo tre campionati e altrettante Coppe di Romania. Con la nazionale serba vince la medaglia d'argento al campionato europeo 2007 e quella d'oro all'European League 2009: vincerà la stessa competizione anche nelle due edizioni successive.
Nella stagione 2009-10 viene ingaggiata dal Panathinaikos con cui conquista due scudetti ed una coppa nazionale. Nel 2011, con la nazionale conquista il terzo posto al World Grand Prix e vince il campionato europeo.
Nell'annata 2011-12 passa alla squadra giapponese del NEC Red Rockets. La stagione successiva si trasferisce in Turchia ingaggiata dal Galatasaray Spor Kulübü; con la nazionale vince la medaglia di bronzo al World Grand Prix 2013.
Per la stagione 2013-14 gioca invece per l'Atom Trefl Sopot, nella ORLEN Liga polacca. Nel novembre 2014 viene ingaggiata a stagione già iniziata dal Tianjin Nuzi Paiqiu Dui, nella Volleyball League A cinese; con la nazionale vince la medaglia di bronzo ai I Giochi europei.
Nella stagione 2015-16 veste la maglia del club greco del Panathīnaïkos Athlītikos Omilos, nell'A1 Ethnikī.

## Palmarès

### Club
- Campionato rumeno: 3

2006-07, 2007-08, 2008-09
- Campionato greco: 2

2009-10, 2010-11
- Coppa di Romania: 3

2006-07, 2007-08, 2008-09
- Coppa di Grecia: 1

2009-10

### Nazionale (competizioni minori)
- European League 2009
- European League 2010
- European League 2011
- Giochi europei 2015